# Cratere Newport
Newport  è un cratere sulla superficie di Marte.